# Dragan Ćeranić
Dragan Ćeranić (en serbe : Дрaгaн Ћеранић), né le 15 décembre 1976, à Novi Sad, en République socialiste de Serbie, est un ancien joueur serbe de basket-ball. Il évolue au poste de pivot.

## Palmarès
- Champion de Yougoslavie 1999
- Champion d'Europe -22 ans 1998